# Хамза ибн Абд аль-Мутталиб
Ха́мза ибн Абд аль-Мутта́либ аль-Ха́шими аль-Кураши́ (араб. حمزة بن عبد المطلب الهاشمي القرشي‎; 568, Мекка — 625, гора Ухуд, Медина, Хиджаз) — сын Абд аль-Мутталиба, младший дядя пророка Мухаммеда, его молочный брат и ближайший сподвижник. Носил почётный титул «Лев Аллаха» (араб. أسد الله‎ —  Асадулла́х‎).

## Биография
Он был на два или четыре года старше пророка. Родился в Мекке, был известен своей храбростью, бесстрашием и любовью к охоте. Был доблестным воином и метким стрелком, всегда защищал слабых и беззащитных. Его описывают как самого сильного и непреклонного среди курайшитов.

### Принятие Ислама
Первые несколько лет Хамза мало обращал внимания на ислам. Он обратился в Ислам к концу 616 г. н. э..
Хамза принял ислам не сразу, а спустя некоторое время. Это произошло в результате грубых действий Абу Джахля по отношению к пророку Мухаммаду и его сподвижникам на холме Сафа. Прибывший на место конфликта Хамза защитил пророка, а на следующий день пришёл к нему и объявил о принятии ислама. Это произошло на второй год пророчества  Мухаммада . Его присутствие в мусульманской общине значительно усилило её. После хиджры Хамза сыграл большую роль в деле укрепления мусульманской общины и государственности.

## Военные походы

### Первая экспедиция
В ответ на бесчеловечное обращение с мусульманами, попытки дестабилизации положения в Медине и закрытие мекканцами доступа мусульман на совершение хаджа,  пророк Мухаммад  был вынужден принять срочные меры по устрашению язычников. Он приказал своим военным отрядам перекрыть караванные пути, которые соединяли Мекку с Сирией. Мусульманские отряды стали совершать рейды на караваны противника, нанося ему экономический ущерб. Хамза принял в этих походах самое непосредственное участие. По приказу пророка Мухаммеда он выступил с отрядом в тридцать человек в Сиф аль-Бахр и собирался напасть на караван мекканцев, где находился Абу Джахль. Однако затем стороны предпочли разойтись без боя.

### Битва при Бадре
Затем Хамза героически сражался в битве при Бадре и внёс огромный вклад в первую победу мусульманской армии. В начале битвы на поединок вышел один человек — аль-Асвад ибн Абд аль-Асад аль-Махзуми, против которого вышел Хамза ибн Абд аль-Мутталиб и убил его. После этого вышел Утба ибн Рабиа между своим братом Шайбой ибн Рабиа и сыном аль-Валидом ибн Утба. Он выступил вперёд шеренги и вызвал мусульман на поединок. Вышли трое ансаров, но курайшиты отказались сражаться с ними и сказали, что будут сражаться с «благородными, уважаемыми людьми племени» (или они сказали, что будут сражаться с людьми из своего племени). Пророк сказал выйти Убайду ибн аль-Харису, Хамзе и Али. Хамза сразу же убил Шайбу, а Али сразу убил аль-Валида. Убайда и Утба обменялись ударами и были ранены. Али и Хамза убили Утбу и понесли Убайду к мусульманам. Таким образом, мусульмане в поединке трое на трое одержали победу.

### Бану Кайнука
После возвращения в Медину у мусульман произошёл конфликт с иудейским племенем Кайнука. Иудеи не желали укрепления мусульманского государства и нарушили достигнутые ранее договорённости с мусульманами. Поводом к конфликту послужило приставание одного иудея к мусульманской женщине. Увидев это, один из мусульман защитил эту женщину и убил иудея. Сбежавшиеся на место происшествия иудеи убили этого мусульманина. Его родственники попросили у пророка Мухаммада помощи. Тогда пророк обратился к иудеям с предложением снова пойти на переговоры и подписать договор. Однако иудеи отказались от этого предложения. В ответ Мухаммад вручил боевое знамя Хамзе и поручил ему выступить против племени Кайнука. Мусульманский отряд осадил крепость иудейского племени Бану Кайнука и захватил его. Таким образом, племя Бану Кайнука было изгнано из Медины, а имущество этого племени было конфисковано мусульманами.

## Смерть
Спустя год после поражения при Бадре мекканцы собрали большие силы для реванша. Как уже упоминалось, в битве при Бадре Хамза убил Туайму ибн Адия, который был дядей влиятельного мекканца Джубайра ибн Мути. В связи с этим Джубайр решил отомстить Хамзе. Для этого он поручил своему чернокожему рабу Вахши, который отличался меткостью в метании копья, присоединиться к армии мекканцев и убить Хамзу. Взамен он обещал отпустить Вахши на свободу (по другой версии, к убийству его подстрекала Хинд бинт Утба, мстившая за смерть отца). Собрав большие силы, мекканцы выступили против мусульман. Стороны сошлись в битве при Ухуде. Вначале успех сопутствовал мусульманам. Али и Хамзе удалось убить знаменосцев курайшитов. Под напором мусульман язычники стали в панике разбегаться. В этой битве Хамза отчаянно сражался и сумел убить большое количество врагов. Однако затем мусульманские лучники бросили свои боевые порядки и поспешили на захват трофеев. Это дало возможность одному из командиров мекканцев, Халиду ибн Валиду, собрать оставшиеся силы и перейти в контрнаступление на мусульман. В результате этого мусульмане потерпели в битве поражение, которое, однако, не имело решающего значения в ходе военных действий. Мусульманам удалось сохранить свои основные силы и отступить. В ходе этой битвы погиб Хамза. Он был убит ударом копья в спину рабом Вахши. Затем враги надругались над его телом, жена Абу Суфьяна, Хинд бинт Утба, съела его печень в знак мести мусульманам и Хамзе. В момент смерти Хамзе было приблизительно 57 лет.

## Семья

### Родители
Отцом Хамзы был Абдул Мутталиб ибн Хашим ибн Абд Манаф ибн Кусай из племени курайшитов в Мекке. Его матерью была Хала бинт Ухайб из клана Зухра курайшитов. Табари цитирует две разные традиции. В одном из них Аль-Вакиди утверждает, что его родители встретились, когда Абдул Мутталиб пошел со своим сыном Абдуллой в дом Вахба ибн Абд Манафа, чтобы просить руки дочери Вахба Амины.. Пока они были там, Абдул-Мутталиб заметил племянницу Вахба, Халу бинт Ухайб, и тоже попросил ее руки. Вахб согласился, и отец Мухаммада Абдулла и его дед Абдул-Мутталиб поженились в один и тот же день на церемонии двойного брака. Следовательно, Хамза был младшим братом отца Мухаммада.